# Ctenoplectra paolii
Ctenoplectra paolii är en biart som beskrevs av Guiglia 1928. Ctenoplectra paolii ingår i släktet Ctenoplectra och familjen långtungebin. Inga underarter finns listade i Catalogue of Life.